# Канадско-пакистанские отношения
Канадско-пакистанские отношения — двусторонние дипломатические отношения между Канадой и Пакистаном. 

## История
В 2006 году Статистическая служба Канады опубликовала данные, что около 124000 канадцев имеют пакистанское происхождения. По другим данным пакистанцев в Канаде около 250000 человек, канадское правительство допускает, что около 300000 пакистанцев прибыло в страну. Пакистанцы являются одним из самых крупных национальных меньшинств этой страны. В 2013 году британская медиакорпорация Би-би-си заявила, что 11 % канадцев рассматривают политику Пакистана положительно, а 72 % выражают отрицательное мнение. 27 % пакистанцев оценивают политику Канады позитивно, а 29 % — негативно.

## Торговые отношения
|         | 2010        | 2011        | 2012        | 2013        | 2014        |
| ------- | ----------- | ----------- | ----------- | ----------- | ----------- |
| Экспорт | 548 565 664 | 689 334 579 | 281 486 027 | 163 176 002 | 271 069 037 |
| Импорт  | 271 069 037 | 260 642 745 | 277 537 019 | 294 547 832 | 316 699 236 |